# Carmen y Lola
Carmen y Lola è un film spagnolo del 2018 diretto da Arantxa Echevarría. È stato selezionato nella sezione Quinzaine des Réalisateurs al Festival di Cannes del 2018. Il film è uscito nelle sale spagnole il 15 maggio 2018.

## Trama
Carmen vive in una comunità di gitani nei sobborghi di Madrid. Come da tradizione della comunità, è destinata a sposarsi e crescere i bambini. Ma un giorno incontra Lola, una ragazza anch'essa gitana che vuole andare all'università, disegna graffiti di uccelli ed è lesbica. Carmen sviluppa rapidamente un'attrazione nei confronti di Lola e la loro storia d'amore li porta ad essere rifiutati dalle rispettive famiglie.

## Palmarès
- 2019 - Torino Gay & Lesbian Film Festival
  - Miglior lungometraggio